# 松井秀治
松井 秀治（まつい ひでじ、1893年（明治26年）2月4日 - 1966年（昭和41年）10月9日）は、大日本帝国陸軍軍人。最終階級は陸軍少将。

## 経歴
1893年（明治26年）に福岡県で生まれた。陸軍士官学校第26期卒業。1939年（昭和14年）3月9日に独立守備歩兵第10大隊長に就任し、8月1日に陸軍歩兵大佐に進級した。1940年（昭和15年）3月9日に歩兵第24連隊留守隊長に転じ、8月1日に歩兵第113連隊長（西部軍・第56師団・第56歩兵団）に就任し、太平洋戦争に出征。
1944年（昭和19年）8月1日に陸軍少将に進級し、12月26日に緬甸方面軍司令部附となりビルマ方面に出征。1945年（昭和20年）3月16日に独立混成第105旅団長（緬甸方面軍）に就任し、英軍に占領されたラングーンへの妨害に任じた。6月には第28軍の指揮下に入り、7月19日よりシッタン作戦に参加。英軍が確保しているマンダレー街道を突破し、反乱を起こしたビルマ国民軍からの攻撃を受けつつ、シッタン川を渡河するという困難な作戦であったが、7月30日までに渡河を敢行。犠牲を多く出したが約2200人が渡河に成功するなど敢闘した。
1948年（昭和23年）1月31日、公職追放仮指定を受けた。